# Karel Jenčík
Karel Jenčík (* 7. dubna 1952 Olomouc) je český bubeník. Během své kariéry hrál v mnoha kapelách - Benefit, Energit, skupina Karla Černocha, Orient, Projektil, Karamel, Arakain, Assesor, Rotor, Bluesteam nebo Doggybag.